# 乌利塞·迪尼
乌利塞·迪尼（Ulisse Dini，1845年11月14日—1918年10月28日），意大利数学家及政治人物，生于比萨。他以对实变函数论的贡献而闻名，其部分内容收集在他的《实变函数理基础》一书中。

## 生平與學術生涯

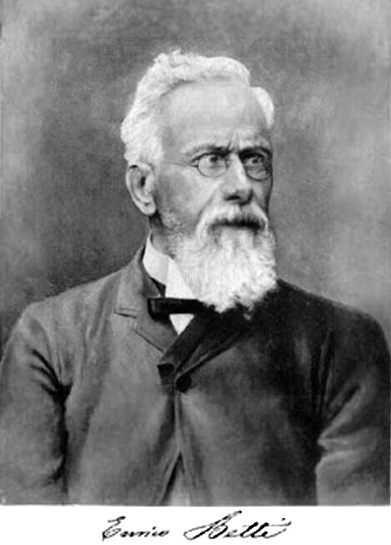
恩里科·貝蒂，迪尼的教授與博士導師

迪尼為了成為教師而進入比薩高等師範學校就讀，恩里科·貝蒂是他的教授之一。1865年，一筆獎學金使他能夠前往巴黎，他在那裡受教於夏爾·埃爾米特與約瑟·伯特蘭，並發表了幾篇論文。1866年，他被任命到比薩大學教授代數與大地測量學。1871年，他接替貝蒂成為分析與幾何學的教授。1888年至1890年，迪尼是比薩大學的校長。1908年至1918年，他是比薩高等師範學校的校長，直至去世。
迪尼也是一位活躍的政治家。他在1871年被選入比薩市議會，並於1880年成為義大利議會成員。

### 榮譽
迪尼是倫敦數學學會的榮譽成員。

## 工作成果

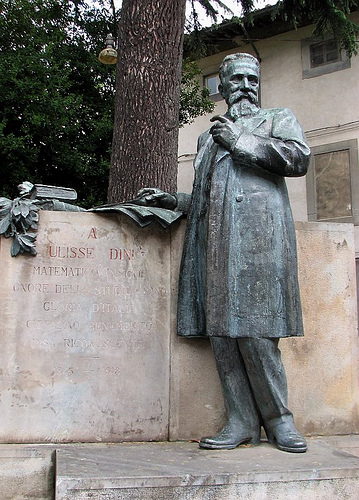
烏利塞·迪尼在比薩的紀念雕像

### 研究活動
因此到了1877年，或者說從他開始工作到現在的這七年間，他發表了名為《實變函數論基礎》（Fondamenti per la teoria delle funzioni di variabili reali）的論文，這篇論文在後來非常有名。迪尼在這裡提出的關於連續和不連續函數、導數及其存在條件、數列、定積分、增量比性質等主題的大部分內容，完全是出自本人的原創，而且後來被各地是為實變理論的基礎。——沃爾特·伯頓·福特，(Ford 1920，第174頁).
在20世紀的數學分析中，實變函數論（由迪尼在1878年寫的一書開創），在與經典微積分運算的關係上得到了廣泛發展。——弗朗切斯科·塞維里，(Severi 1957，第23頁).
迪尼主要致力於數學分析領域，當時數學分析開始建立在嚴格的基礎上。除了出版書籍之外，他還寫了約60篇相關論文。
他證明了傅立葉級數收斂的迪尼準則，並在埃烏傑尼奧·貝爾特拉米的研究基礎上，研究曲面的位勢論與微分幾何。
他在實變函數論方面的研究對集合上的測度概念的發展也很重要。

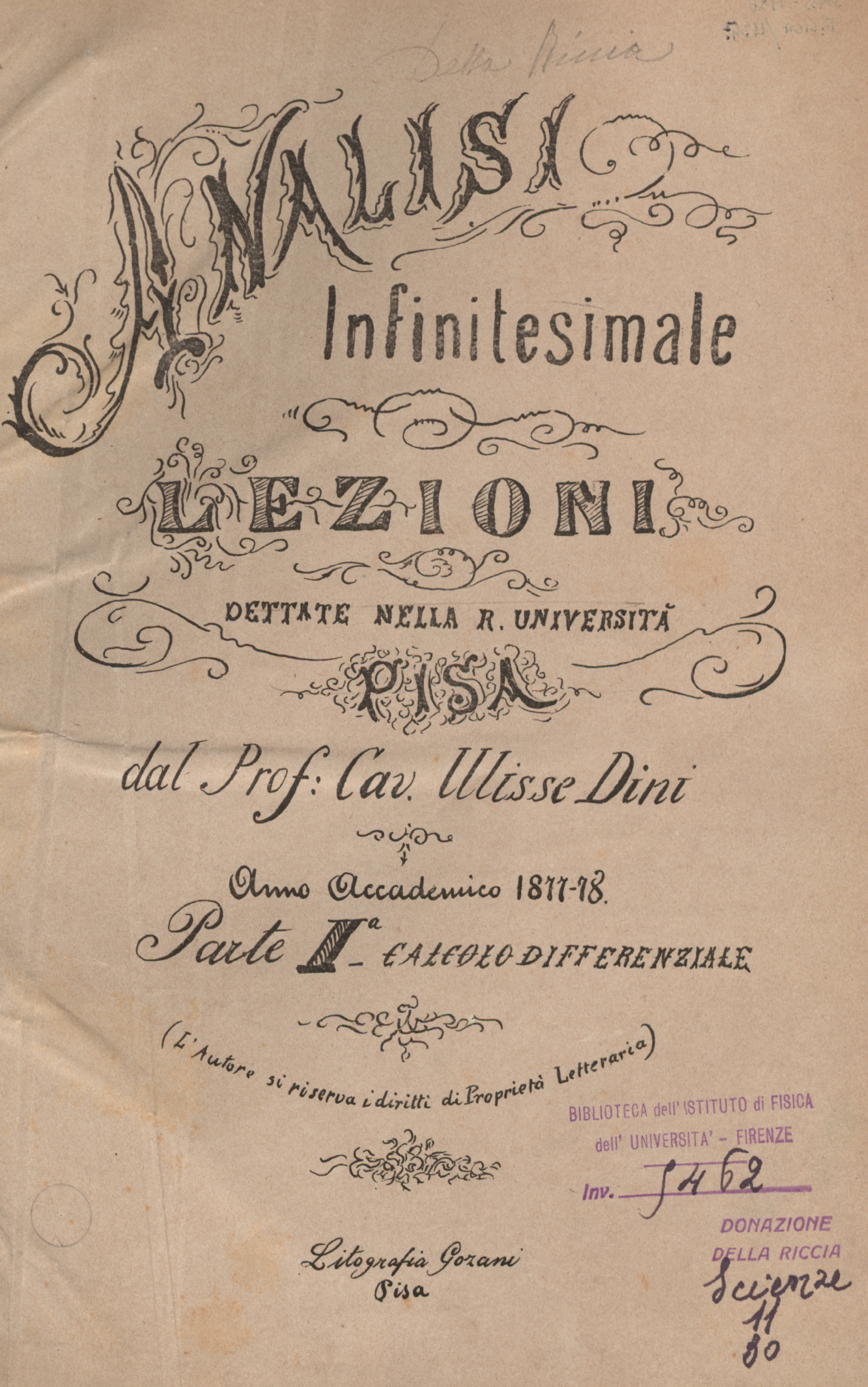
《實變函數論基礎》，1878年

隱函數定理在義大利被稱為迪尼定理。

### 教育活動
路易吉·比安基為迪尼的學生之一。

## 著作
- Serie di Fourier e altre rappresentazioni analitiche delle funzioni di una variabile reale (Pisa, T. Nistri ,1880)
- Lezioni di analisi infinitesimale. vol. 1(Pisa, T. Nistri ,1907-1915)
- Lezioni di analisi infinitesimale.vol. 2 part 1(Pisa, T. Nistri ,1907-1915)
- Lezioni di analisi infinitesimale.vol. 2 part 2(Pisa, T. Nistri ,1907-1915)
- Fondamenti per la teorica delle funzioni di variabili reali (Pisa, T. Nistri ,1878)

## 備註
1. ↑  參見(Ford 1920，第174頁)及(Severi 1957，第23–24頁)。
2. ↑  參見官方公布經Fisher (2012)編輯的榮譽成員名單。
3. ↑  根據Ford (1920，第177頁)。
4. ↑  參見Letta (1994，第157–161頁)。

## 延伸閱讀
- Bianchi, Luigi, , Annali di Matematica Pura ed Applicata, Serie III, December 1919, 28: V–VI  [2022-04-02], JFM 46.0018.08, S2CID 186242653, doi:10.1007/BF02419715, （原始内容存档于2021-12-11） （意大利语）.
- Fisher, Elizabeth,  (PDF), London Mathematical Society, 9 November 2012  [14 July 2013], （原始内容存档 (PDF)于2013-07-18）.
- Ford, Walter B., , Bulletin of the American Mathematical Society, January 1920, 26 (4): 173–177, JFM 47.0869.01, MR 1560284, doi:10.1090/S0002-9904-1920-03281-7 .

## 外部連結
- 約翰·J·奧康納; 埃德蒙·F·羅伯遜, ,  （英语）
- 乌利塞·迪尼在數學譜系計畫的資料。